# 拉沙乐特圣母圣殿

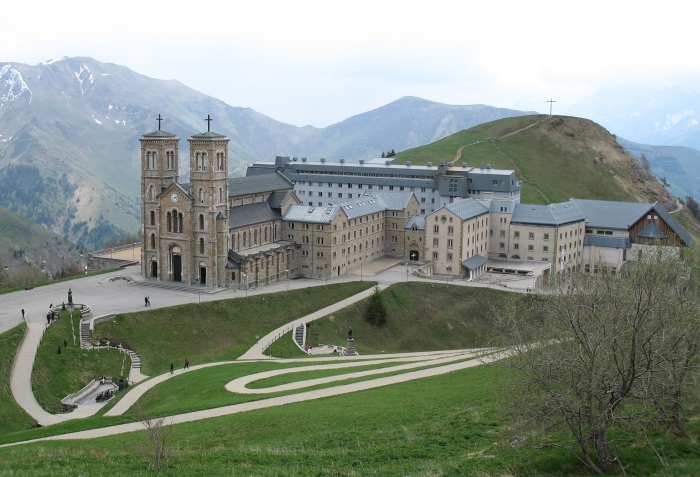

拉沙乐特圣母圣殿（意大利语：Basilica di Nostra Signora de La Salette；法语：Basilica di Nôtre Dame de La Salette；英语：Basilica of Our Lady of La Salette）是一座罗马天主教宗座圣殿，供奉拉沙乐特圣母，位于法国奥弗涅-罗讷-阿尔卑斯大区伊泽尔省拉萨莱特法拉沃。据称在1846年9月19日，圣母在此向两名儿童显现。
该堂建于1852-1865年，1879年封为宗座圣殿。 

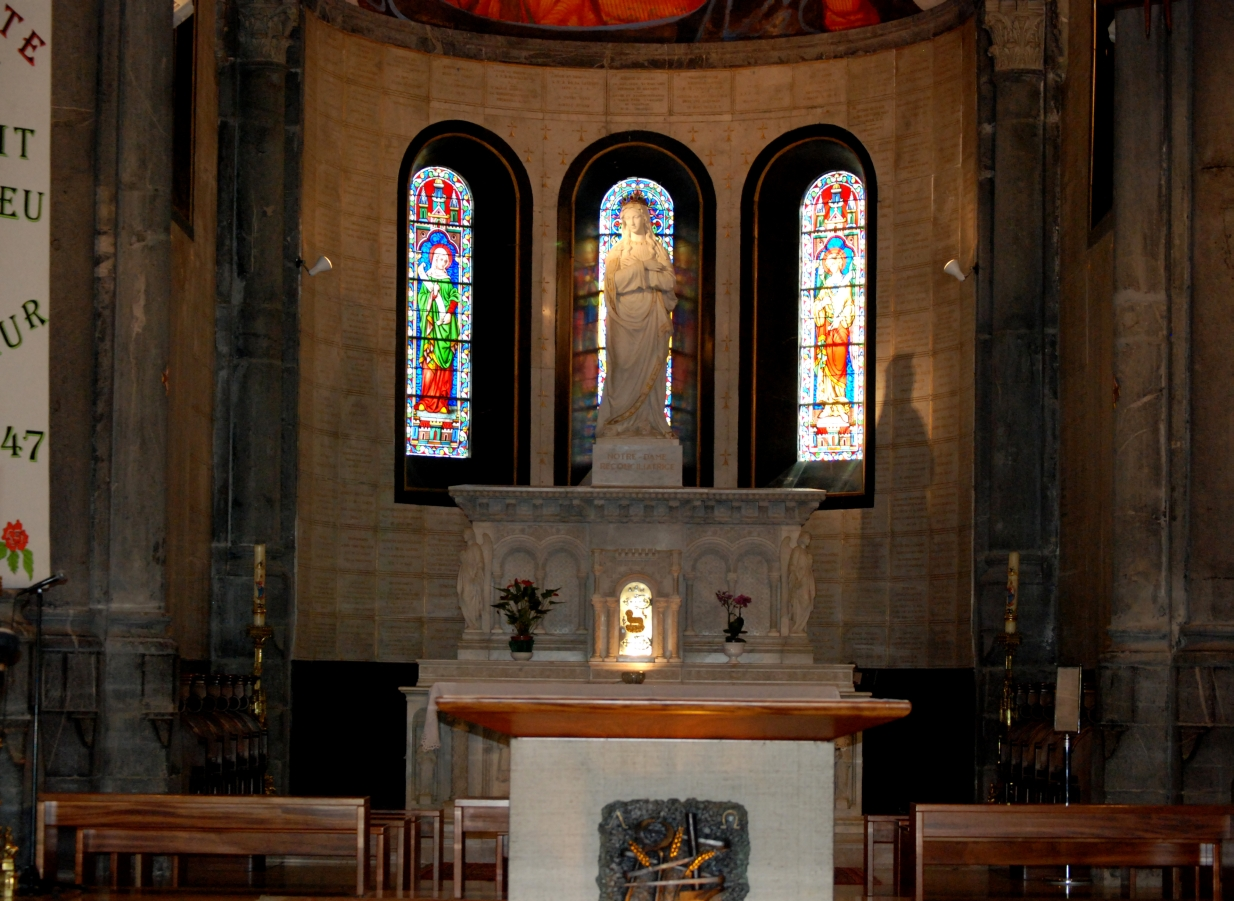
内部